# Joule thief
Als Joule thief (deutsch Joule-Dieb oder Energiedieb) bezeichnet man in der Elektronik eine diskrete elektronische Schaltung, die eine elektrische Gleichspannung in eine höhere elektrische Spannung transformiert. Sie stellt eine besonders einfache und kompakte Realisierung eines Resonanzwandlers dar.
Der Name Joule thief ist ein Kalauer des englischen Ausdrucks jewel thief (deutsch Juwelendieb) und soll verdeutlichen, dass die Schaltung aus einer für andere Zwecke schon unbrauchbaren Batterie auch noch den letzten Rest an elektrischer Energie herausquetscht („stiehlt“), wobei die Bezeichnung Joule für den Namen der Einheit der Energie steht.

## Geschichte
In der Novemberausgabe der Zeitschrift Everyday Practical Electronics (EPE) des Jahres 1999 veröffentlichte Z. Kaparnik in der Rubrik für Ideen von Lesern eine Schaltung unter dem Titel Micro-torch Circuit. Die Schaltung bestand aus einem Transistor mit 10k-Basiswiderstand und einer Spule mit Zweitwicklung als feedbackbasierendem Aufwärtswandler zur Versorgung einer Leuchtdiode aus einer 1,5V-Primärbatteriezelle. Clive Mitchell baute die Schaltung mit einem NPN-Transistor des Typs BC 549 und einem auf 1-kOhm verringerten Widerstand auf und steuerte damit eine weiße Leuchtdiode an. Diese Schaltung betrieb er an einer gewöhnlichen Mignonbatterie und nannte sie Joule thief. Derselbe Begriff wird auch für ähnliche Schaltungen verwendet.

## Funktionsweise

Schaltbild des Joule thiefs mit einer Leuchtdiode als Last.

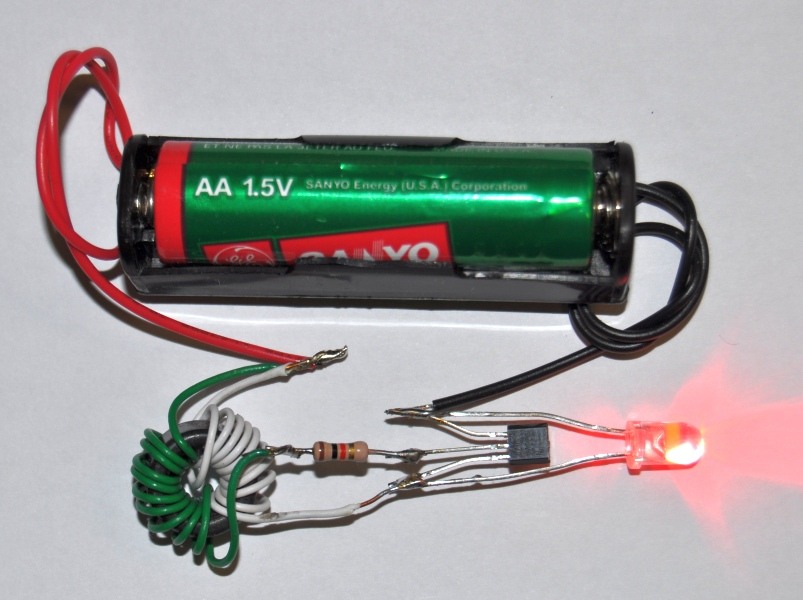
Praktischer Aufbau

Die Schaltung arbeitet als ungeregelter Aufwärtswandler mit der Selbstschwingcharakteristik eines Sperrschwingers. Die weiße LED hat eine Durchlassspannung von etwa 3 V, leitet unmittelbar nach dem Einschalten also nicht. Der Transistor verbindet die Spule zyklisch mit der Versorgungsspannung, wodurch in dieser magnetische Energie gespeichert wird. Diese Energie induziert während der Sperrphase eine höhere Spannung, wodurch ein Stromfluss durch die Leuchtdiode ermöglicht und die gespeicherte Energie abgebaut wird.

### Einschaltvorgang
Nach dem Verbinden der Schaltung mit der Spannungsquelle beginnt ein kleiner Strom über den Widerstand und die Sekundärwicklung der Spule in die Basis des Transistors zu fließen, worauf dieser zu leiten beginnt. Da nun zusätzlich ein höherer Strom durch die Primärwicklung der Spule und den Transistor fließt, steigt die magnetische Flussdichte im Kern der Spule. Diese positive Flussdichteänderung induziert in der Sekundärwicklung eine Spannung, die aufgrund des Wicklungssinnes in Reihe zur Versorgungsspannung gepolt ist und somit den Basisstrom erhöht. Der Transistor steuert nun aufgrund dieser Mitkopplung noch weiter durch und gerät in Sättigung. Dadurch ist die Primärwicklung der Spule praktisch direkt mit der Versorgungsspannung verbunden, wodurch der Strom in der Spule näherungsweise – unter Vernachlässigung ohmscher Verluste – gemäß dem Induktionsgesetz steigt:
{\displaystyle {\dfrac {\mathrm {d} i}{\mathrm {d} t}}={\dfrac {U_{\mathrm {Batt} }-U_{\mathrm {CEsat} }}{L}}}

### Abschaltvorgang
Der für das Abschalten des Transistors wesentlichste Effekt ist die Begrenzung des Basisstromes durch den notwendigen Basis-Vorwiderstand. Bei gleicher Windungszahl auf Primär- und Sekundärseite der Spule liegt zum Zeitpunkt des Ansteigens des Kollektorstroms noch die doppelte Eingangsspannung minus des Spannungsabfalles an der Basis-Emitter Strecke über dem Basis-Vorwiderstand an. Dadurch ergibt sich ein Basisstrom, der über den Stromverstärkungsfaktor des Transistors den maximalen Strom durch die Kollektor-Emitter-Strecke des Transistors und damit durch die Spule begrenzt.
Über diesen Wert hinaus kann der Strom durch die Spule nicht weiter ansteigen. Es wird keine Spannung mehr induziert. Der Basisstrom bricht ein, der Kollektorstrom muss dem folgen und der Strom durch die Spule sinkt, was nun eine negative Spannung auf der Sekundärseite bedeutet. Der Basisstrom fällt dadurch noch weiter, bis kein Strom mehr durch den Transistor fließt und der Zyklus neu beginnt. Der Zeitverlauf der Stromaufnahme der Spule ist dabei unabhängig von der tatsächlich erzeugten Spannung.
Neben dieser kontrollierten Sättigung des Kollektorstroms gibt es noch weitere Effekte, etwa bei Weglassen des Basis-Vorwiderstandes, die die Schaltung schwingen lassen können, und die im Wesentlichen auf nichtlineares Verhalten der Bauteile zurückzuführen sind. Es sei noch einmal darauf hingewiesen, dass tatsächlich die Begrenzung des Basisstromes die Haupt-Ursache für das Schwingen der Schaltung ist. Die Schaltung kann auch mit einer Luftspule aufgebaut werden, also ohne eine Sättigung des Ferritkerns überhaupt zu ermöglichen.
Wird aber ein Ferritkern verwendet, dann ist die Speicherkapazität für magnetische Energie der Spule aufgrund des verwendeten Ferritmaterials begrenzt. Da der Strom durch die Spule kontinuierlich mit der Zeit steigt, wächst das durch die Wicklung hervorgerufene magnetische Feld ebenfalls stetig an. Da jedoch die Flussdichte aufgrund der Materialeigenschaften ab einem gewissen Punkt – der Sättigung – dem Feld nicht mehr folgen kann, stagniert die Flussdichtezunahme. Daraus resultierend reduziert sich auch die in der Sekundärwicklung induzierte Spannung und daraus folgend der davon abhängige Basisstrom, wodurch der Transistor weniger leitet. Die sich nun abbauende Flussdichte in der Spule ruft ihrerseits eine zur Versorgungsspannung gegengerichtete Induktionsspannung in der Sekundärwicklung hervor, wodurch der Basisstrom weiter sinkt und der Transistor weiter schließt. Durch diese Mitkopplung leitet der Transistor letztendlich gar nicht mehr. Da die fallende Flussdichte im Kern auch eine Induktionsspannung in der Primärwicklung hervorruft und die Polarität dieser Spannung nun in Serie zur Versorgungsspannung ist, entsteht am Kollektor eine Spannung, die höher als die Versorgungsspannung ist. Diese Spannung reicht nun aus, um einen Stromfluss durch die daran angeschlossene Leuchtdiode zu ermöglichen, womit die im Kern der Spule gespeicherte Energie abgebaut werden kann.
Auch unterhalb der Spulensättigung kann die Schaltung ohne begrenzten Basisstrom schwingen. Im resultierenden Hochstrombereich nimmt die Stromverstärkung des Transistors mit steigendem Kollektorstrom stark ab, so dass der Anstieg des Kollektorstroms verlangsamt wird. Das führt zu einer geringeren Flussänderung in den Spulen und in der Folge zu einer Erniedrigung der Sekundärspannung. Diese Spannung ist – wegen der umgekehrten Anzapfung der Sekundärseite – bei steigendem Kollektorspulen-Strom der Batteriespannung gleich gerichtet, verstärkt diese also und lässt den Basisstrom maximal werden. Eine Abnahme der Flussänderung bewirkt so eine Verringerung des Basisstroms und führt im Hochstrombereich des Transistors letztlich durch Mitkopplung zum schlagartigen Verriegeln der Kollektor-Emitterstrecke. Der Strom durch die Kollektorspule ist in diesem Augenblick maximal und nach der Lenzschen Regel entsteht so an der Kollektorspule eine Spannung, die dem abrupten Stromwechsel entgegenwirkt. Diese Spannung kann wesentlich höher sein als die Batteriespannung, was der gewünschte Effekt ist. Die Spule entlädt sich nun, indem der Strom langsam bis auf Null abnimmt. Sobald die magnetische Energie der Spule Null ist, beginnt der Zyklus von vorn.

### Zyklus
In beiden Fällen beginnt der Zyklus nach dem vollständigen Entladen der magnetischen Energie aus dem Spulenkern erneut, da aufgrund der Betriebsspannung durch den Widerstand und die nun entladene Spule wieder ein Basisstrom in den Transistor fließen kann.
Die bei gängiger Dimensionierung der Schaltung resultierende Schaltfrequenz beträgt etwa 50 bis 300 kHz, stark abhängig vom Verstärkungsfaktor des Transistors und der Wahl des Basisvorwiderstandes. Das Material der Spule und die Anzahl der Windungen hat nur einen geringen Einfluss.

## Modifikation

Joule thief mit Erweiterungsschaltung für eine konstante Ausgangsspannung. Die Höhe der Spannung U_{aus} wird dabei durch die Zenerspannung der Z-Diode begrenzt und somit stabilisiert.

Die während des Abbaus der magnetischen Flussdichte im Kern in der Primärwicklung der Spule induzierten Spannung wird durch den mittels Leuchtdiode gebildeten Stromkreis begrenzt. Fehlt die Leuchtdiode als Last, wird die induzierte Spannung lediglich durch parasitäre Kapazitäten begrenzt und steigt auf Werte, die das Hundertfache der Eingangsspannung übersteigen können, wodurch die maximale Kollektor-Emitterspannung des Transistors in der Regel überschritten und somit der Transistor zerstört wird.
Das nahezu beliebig hohe Ansteigen der induzierten Spannung kann jedoch auch genutzt werden, um eine stabilisierte hohe Ausgangsspannung zu erhalten. Wird die Leuchtdiode durch eine Serienschaltung einer Diode und eines Kondensators ersetzt, so lädt die induzierte Spannung den Kondensator auf. Durch das Parallelschalten einer Z-Diode zum Kondensator wird die Ladespannung an diesem auf einen definierten Wert begrenzt. Allerdings darf laut den Datenblättern gängiger Transistoren die Basisspannung nicht tiefer als etwa 5 V unter die Emitterspannung sinken, da es sonst zum Breakdown kommt. Das setzt der ohne weitere Modifikationen erzeugbaren Spannung Grenzen.

## Anwendung
Weiße Leuchtdioden weisen eine Durchlassspannung weit oberhalb der Nennspannung von 1,5 V herkömmlicher Alkalibatterien auf. Um bei preisgünstigen Taschenlampen oder Solarleuchten auf zusätzliche teure Batterien verzichten zu können, ist es erforderlich, die Versorgungsspannung der Diode gegenüber der Nennspannung einer einzelnen Batterie zu erhöhen. Aufgrund des sehr einfachen Aufbaus und der damit in Massen kostengünstigen Herstellung der Schaltung des Joule thief kommt dieser speziell in LED-Taschenlampen zum Einsatz.